# Tetramorium umtaliense
Tetramorium umtaliense är en myrart som beskrevs av Arnold 1926. Tetramorium umtaliense ingår i släktet Tetramorium och familjen myror. Inga underarter finns listade i Catalogue of Life.